# Manifestations et émeutes consécutives à la mort de Javier Ordóñez
Le 9 septembre 2020, des émeutes éclatent à Bogota puis dans d'autres villes de Colombie à la suite de la mort de Javier Ordóñez (es), un quadragénaire, à la suite de son arrestation dans la nuit du 7 au 8 septembre 2020.

## Arrestation et mort de Javier Ordóñez
Dans la nuit du 7 au 8 septembre 2020, Javier Ordóñez, un avocat de 44 ans, décède à l'hôpital peu après son arrestation par la police colombienne. L'homme participait à des manifestations dirigées contre la politique du président Iván Duque. Une partie de l'intervention est filmée, montrant deux policiers mettre l'homme au sol et lui administrer plusieurs fois des décharges avec des pistolets à impulsions électriques,. Javier Ordóñez et des témoins qui filment la scène demandent à la police d'arrêter. L'homme est ensuite transféré dans un commissariat, puis à l'hôpital, où son décès est constaté quelques heures plus tard. La scène, diffusée sur les réseaux sociaux, choque le pays,.
Le chef de la police de Bogota affirme que la police intervenait à la suite d'un désordre provoqué par des « personnes alcoolisées », et que Javier Ordoñez aurait essayé « de frapper les policiers » avant d'être plaqué au sol. Il aurait ensuite été « soumis à une arme non létale » avant d'être transporté au poste de police où il a présenté des « complications médicales ». Le ministre de la Défense Carlos Holmes Trujillo déclare à la presse que « les deux agents font déjà l'objet d'une enquête disciplinaire et pénale ». Il affirme qu'ils ont été immédiatement suspendus de leurs fonctions et qu’ils seraient mis à la disposition des tribunaux militaires. Les deux policiers avaient déjà fait l'objet de plaintes pour des faits de violence mais n'avaient pas été sanctionnés.

## Déroulement

### 9 septembre
Des protestations débutent le 9 septembre dans l'après-midi devant le poste de police où la victime a été emmenée avant de mourir, où des centaines de personnes se rassemblent. L'immeuble est aspergé de peinture rouge et ciblé par des jets de pierre, aux cris de « résistance ». La police tente de disperser la foule en usant de grenades assourdissantes et de gaz lacrymogènes, et les protestations s'étendent à d'autres quartiers de Bogota.

### Suites
Le 24 septembre, une femme est abattue par des militaires lors de tirs sans sommation ni justification contre son véhicule dans la région de Cauca. Des manifestations se produisent peu après à Cali, la capitale de la région, et à Medellín. L'intervention de la police déclenche de violents affrontements.

## Bilan
Au 12 septembre 2020, treize personnes ont été tuées et près de 400 personnes ont été blessées, dont 209 civils et 194 membres des forces de l'ordre selon un bilan communiqué par le gouvernement . Les morts sont essentiellement des jeunes protestataires tués par balle à Bogota. Des dizaines de commissariats de police sont endommagés à travers le pays, ainsi que près d'une centaine de véhicules,.

## Réactions
Sept policiers sont suspendus et les autorités ont demandé « pardon » pour « toute violation de la loi ou ignorance des règlements » de la part de ces derniers. Le président Iván Duque déplore « les abus (...) commis par des membres de la force publique » et demandent que des « sanctions appropriées soient adoptées ». Il évoque également une « erreur de procédure policière ».
Le 10 septembre au soir, le ministre de la Défense Carlos Holmes Trujillo condamne « deux jours de vandalisme systématique et coordonné », et attribue la violence des émeutes à un mouvement de médias sociaux qui tente de ternir la réputation de la police et qui incite à la violence,. Il assure que des mesures sont prises pour « contrôler l’ordre public ». Près de 2000 policiers et soldats supplémentaires devaient ainsi être déployés à Bogota.
La maire de Bogota, Claudia López, qualifie la mort de Javier Ordóñez d' « abus policier » et demande « une peine exemplaire » contre les policiers tout en appelant à une « restructuration profonde et sérieuse au sein des forces de police ». À la suite du décès dans la capitale d'une dizaine de personnes, essentiellement par balles, et plus de soixante personnes ayant été blessées par balle, elle affirme que la situation est « exceptionnellement grave » et que ces chiffres sont « pire que le bilan d’un combat ». Elle accuse ainsi la police d'une réponse « absolument disproportionnée »,. Dénonçant « un massacre contre les jeunes ces derniers jours », elle relève qu’« il y a des preuves solides que dans au moins quatre endroits (de la capitale colombienne) il a été fait usage d'armes à feu par les membres de la police contre la vie de nos jeunes ».
L'ancien président Álvaro Uribe, proche du président Duque, appelle le gouvernement à décréter l'état de siège et à faire intervenir « l'armée avec les chars… Et à virer les vandales étrangers ». D'autres dirigeants politiques ont justifié l'action de la police et rejeté la responsabilité du massacres sur les victimes, tout en prétendant que les guérillas des FARC et de l'ELN étaient à l'origine des manifestations.
L'événement déclencheur et le désordre civil sont mis en lien avec les controverses sur les homicides et autres crimes présumés commis par des militaires et des policiers en Colombie, au sujet desquels l'ONU avait alerté en février 2020, relevant treize cas de décès impliquant des agents de l’État dans lesquels il avait été observé un usage « inutile et/ou disproportionné de la force ». Un rapprochement est fait entre la mort de Javier Ordóñez et celles de Dilan Cruz Medina (es), un jeune homme de 18 ans mortellement blessé à la tête par un sachet de billes de plomb tiré par un agent des forces spéciales lors de sa participation à une manifestation antigouvernementale en novembre 2019, ainsi que de Diego Becerra, un artiste de rue, abattu alors qu'il peignait des graffitis à Bogota en août 2011. Des cas de personnes tabassées ou tuées car elles n’avaient pas respecté le confinement ont également rehaussé l’amertume envers l'institution policière.
Le Figaro souligne que les assassinats de militants sociaux et les massacres se sont multipliés depuis l'arrivée au pouvoir de Iván Duque, citant Ideas para la paz, qui recense 41 massacres dans le pays, faisant 210 morts depuis 2018. Le quotidien français parle également d'une situation sécuritaire qui se serait largement dégradée dans le pays depuis l'arrivée au pouvoir d'Iván Duque, notamment en raison de l'opposition de ce dernier aux accords de paix de son prédécesseur Juan Manuel Santos avec la guérilla des Forces armées révolutionnaires de Colombie (FARC), qui aurait laissé le terrain libre aux dissidents des Farc, à l'Armée de libération nationale (une autre guérilla) et aux groupes armés héritiers des paramilitaires.
Un jugement de la Cour suprême a établi que le gouvernement devait « modérer les forces armées et respecter les citoyens lors de leurs manifestations ». Le refus du gouvernement de présenter de vraies excuses a suscité l'indignation d'une partie de la population.